# 马尾区
马尾区（英語：Mamoi，平話字：Mā-muōi，閩拼：ma24-mui33），又稱馬江，是中华人民共和国福建省福州市下轄市轄區之一。其地處中國東南沿海、閩江下游北岸，距閩江口17海里，是福建的軍商要港，福州的水上門户千年古鎮。
其亦為中國首批14個國家級經濟技術開發區之一，中國（福建）自由貿易試驗區福州片區。区人民政府驻马尾镇江滨东大道湖里路27号。
马尾自古就是福州的水上门户，傍水而生，依水而兴。到了近代，重要的海防事务机构——總理船政衙門落户马尾，而船政學堂、福州船政局亦先後再此開設，使得马尾名闻天下，成为了中国近代工业、近代军事和科技教育乃至近代海军的摇篮，这种影响之深之远。
馬尾在民國大陸時期出现了与“黄埔系”“保定系”等军系齐名的“马尾系”，即中華民國國民政府由杨树庄、陈绍宽等领导的中央海军，“马尾”一度几乎成了近代中国海军的籍贯地。

## 行政区划
马尾区下辖1个街道办事处、3个镇：
罗星街道、马尾镇、亭江镇和琅岐镇。

## 建制沿革
唐乾元元年(758年)，馬尾屬閩縣安仁鄉勝殘裏；亭江屬閩縣晉安鄉合浦裏，英嶼村、東岐村屬晉安鄉海濱裏；琅岐屬閩縣晉安鄉海畔裏。
宋太平興國六年(981年)，馬尾屬閩縣安仁鄉永盛北里；亭江屬閩縣晉安東鄉合浦北里，時閩安為鎮建制，屬晉安東鄉合浦南里；琅岐屬閩縣晉安東鄉海畔裏。
元代，琅岐屬閩縣嘉登海曲裏；馬尾、亭江隸屬不變。
明萬曆八年(1580年)，馬尾屬永北里；琅岐屬嘉登裏，亭江仍屬江右裏，閩安屬江左裏。
清光緒三十二年(1906年)，馬尾屬馬江區上、下永北里；亭江分屬馬江區江右裏，琯江區上、下合北里；琅岐屬嘉嶼區嘉登裏。江右裏改屬閩縣營前縣丞管轄。
民國元年(1912年)，馬尾地區屬福建東路道，閩縣、侯官縣合併後屬閩侯府。民國2年3月，閩侯府改為閩侯縣，馬尾地區屬閩侯縣。
民國3—14年屬閩海道閩侯縣。民國22年12月至23年2月屬閩海省閩侯縣。民國24年屬閩侯縣第二區；民國31年屬鼓山區。民國33年10月，閩侯縣易名林森縣（1950年4月，複名閩侯縣）。
1949年9月，马尾、亭江、琅岐归属闽侯县人民政府第三区公所；同年12月，析第三区嘉登（琅岐）乡为闽侯县人民政府第二区公所。1951年，马尾镇设镇人民政府，隶属第三区公所。1952年下半年，设马尾特别区（又称闽江港口特别区），甲等县建制；1953年6月，撤销，复隶闽侯县第三区公所。
1956年4月，馬尾區、琅岐區合併，成立馬尾區。同年6月，琅岐劃給連江，同年10月又歸回閩侯。
1960年1月，馬尾鎮劃歸福州市，同年3月，恢复马尾区。1961年6月，马尾区改制为马尾行政办事处。1961年11月，亭江、琅岐從閩侯縣劃歸福州市，由福州市人民委员会郊區行政办事处（简称“市郊办处”）领导。12月，马尾行政办事处改制为马尾区。962年1月，恢复市郊办处，马尾区归其领导。
1970年2月，琅岐劃歸連江縣。同年5月，馬尾再度建區，稱馬江區，亭江屬之。
1975年5月，亭江劃歸福州郊區。同年12月，琅岐從連江縣析出，歸福州郊區。1978年2月，馬尾復歸隸郊區。
1982年8月又置馬尾區為縣級行政區，直屬福州市人民政府。
1995年11月24日，亭江、琅岐從福州郊區析出，統歸馬尾區。1997年底，馬尾區隸屬關係不變。

## 人口
根據第七次全国人口普查數據，截至2020年11月1日零時，馬尾區常住人口為290554人。

## 名人
鄭善夫（1485～1523）
林瀚（1434～1519）
林碩（1388～1440）
董廷欽（1545～1604）
王有樹 （1785～1870）
陳明良（1859～1884）
林述慶（1881～1913）
屈翠容（1971～）

## 交通

### 地铁
- 2号线（建设中）：魁岐 - 葆桢 - 儒江 - 下德 - 马江渡 - 船政文化城 - 罗星塔

### 港口
- 马尾港

### 国道
- 104国道过境。
- 228国道过境。

## 经济
2020年，馬尾區完成地區生產總值640億元，增長6%；一般公共預算總收入31.6億元，下降9.6%；地方一般公共預算收入21億元，下降8.1%；固定資產投資201億元，增長10%；社會消費品零售總額191.5億元，增長1.5%；實際利用外資7.5億元，下降30%；城鎮居民人均可支配收入54978元，增長3.5%；農村居民人均可支配收入29530元，增長6.5%。
2021年，全区完成地区生产总值665亿元，增长4.5%；一般公共预算总收入34.7亿元，增长10%；地方一般公共预算收入22.3亿元，增长6.1%;社会消费品零售总额201.1亿元，增长10%；进出口总额330.7亿元，增长25%；实际利用外资7.5亿元，与去年持平；城镇居民人均可支配收入5.9万元，增长8.5%；农村居民人均可支配收入3.2万元，增长10.5%。

## 文化

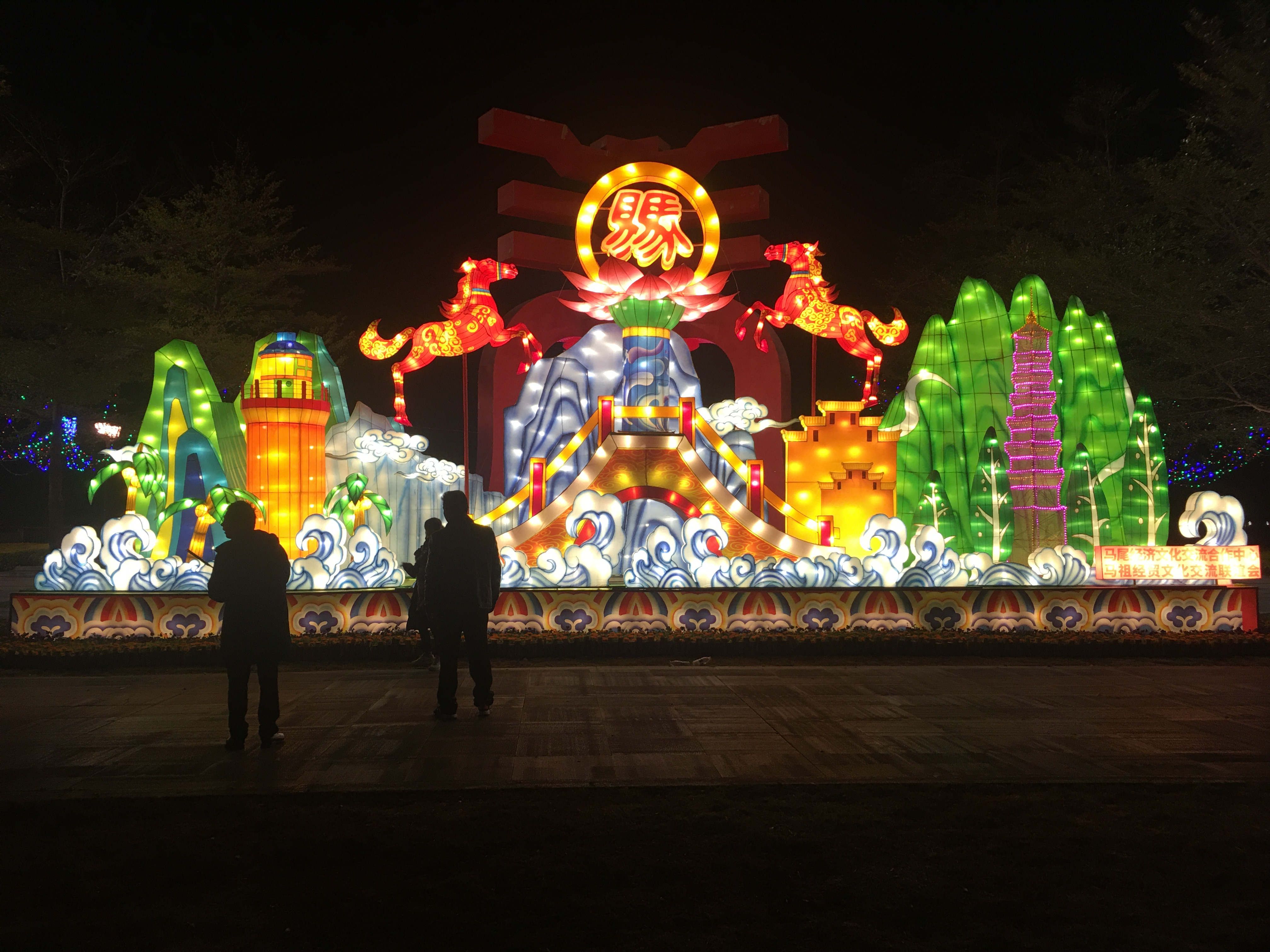
2023年1月22日，群众在观赏第二十一届“两马同春闹元宵”灯会主花灯

马尾区的马尾－马祖元宵节俗被列入国家级非物质文化遗产名录。

## 教育
马尾区的教育机构有：1、大学：（1）阳光学院；（2）（位于亭江镇）福建商学院马尾校区；2、中学：（1）（省一级达标校）福建省福州市马尾第一中学，原校即:福建师范大学第二附属中学、（2）阳光国际学校；（3）（省二级达标校）福州亭江中学；（4）（省三级达标校）福州琅岐中学。3、小学有20多所。

## 景点
- 罗星塔
- 昭忠祠
- 中国船政文化博物馆